# Peter Pfrommer
Peter Pfrommer (* 1966) ist ein deutscher Bauphysiker.
Pfrommer studierte von 1986 bis 1990 Bauphysik an der Hochschule für Technik Stuttgart. Von 1990 bis 1995 war er dort Assistent; in dieser Zeit wurde er von der De Montfort University im englischen Leicester über die thermischen Simulation hochverglaster Räume promoviert.
Von 1995 bis 1998 war er als beratender Ingenieur für Bauphysik und Bauakustik tätig. 1998 ging er an die Fachhochschule Coburg (heute Hochschule Coburg). Er ist in der Fakultät Design in der Studienrichtung Gebäudetechnik und Bauphysik tätig und leitet heute das dortige Labor für Bauphysik und Bauakustik.
Pfrommer, der früher beim Askalun Jugendtheater in Pforzheim (Leitung: Manfred M. Bender) mitwirkte, beschäftigt sich heute neben der Bauphysik auch mit philosophischen Themen. 2009 erschien sein 160 Seiten fassendes Buch Die Entdeckung der Ichlosigkeit – ein Streifzug durch Sein und Nichtsein.

## Schriften
Bauphysik
- P. Pfrommer, K. J. Lomas, Chr. Kupke: Influence of Transmission Models for Special Glazing on the Predicted Performance of Commercial Buildings. In: Energy and Buildings. Nr. 21. Elsevier, 1994, S. 101–110.
- P. Pfrommer, K. J. Lomas, C. Seale, Chr. Kupke: The radiation transfer through coated and tinted glazing. In: Solar Energy. Vol. 54, Nr. 5. Elsevier, 1995, S. 287–299.
- P. Pfrommer, K. J. Lomas, Chr. Kupke: Radiation transport through slat-type blinds: a new model and its application in thermal simulation of buildings. In: Solar Energy. Vol. 57, Nr. 2. Elsevier, 1996, S. 77–91.
- P. Pfrommer, K. J. Lomas: Coupled Simulations for Hygrothermal Investigantions of Sub-terranian Carparks and Similar Spaces. In: Building Services Engineering Research & Technology BSERT. Volume 26, Nr. 1, 2005, S. 11–33.
- T. Zitzmann, M. Cook, P. Pfrommer: Dynamic CFD modelling of thermal mass and air movement. In: International Journal of Ventilation. Band 2, Nr. (2), 2007, S. 145–156.
- M. Cook, T. Zitzmann, P. Pfrommer: Dynamic Thermal Building analysis with CFD – Modelling Radiation. In: International Journal of Building Simulation. Vol. 1, Issue 2, 2008, S. 117–131.

Philosophie
- Die Entdeckung der Ichlosigkeit – ein Streifzug durch Sein und Nichtsein. Kruse Verlag, 2009, ISBN 978-3-940569-08-0.

Eine ausführliche Publikationsliste ist bei der Hochschule Coburg online verfügbar.